# Jorge Eliécer Guevara
Jorge Eliécer Guevara (Puerto Leguízamo, Colombia, 10 de diciembre de 1955) es un político colombiano miembro del partido Alianza Verde. Se desempeñó como senador de la República.
Vivió en el Caquetá donde se graduó como bachiller en la Normal Superior de Florencia. Es licenciado en Ciencias Sociales de la Universidad de la Amazonía y Abogado de la Universidad Autónoma de Colombia.

## Trayectoria
Antes de incursionar en la política, Guevara trabajo en la docencia donde ha forjado parte importante de su trabajo. Presidente de la Asociación de Institutores del Caquetá, y luego diputado a la Asamblea del mismo departamento, Guevara llegó posteriormente al Comité Ejecutivo de la Federación Colombiana de Educadores, fue posteriormente representante del magisterio ante la Junta Nacional de Escalafón y ante el Fondo Nacional de Prestaciones Sociales del Magisterio. En Fecode, fue tesorero y en 2002, presidente de la misma organización.

## Senador de la República
En el 2006 decide lanzarse al Senado por el Polo Democrático Alternativo; resultó elegido con un total de 26.665 votos. En las elecciones legislativas de 2010 resultó reelegido como senador para el periodo 2010-2014 con un total de 41.214 votos. Para las elecciones de 2014 se presentó una vez más como candidato al Senado, ahora por el partido Alianza Verde, pero tras obtener 16 101 votos, no logró ser elegido. En las elecciones de 2018 se lanzó nuevamente al Senado y con 20 769 votos ganó la curul número diez del partido Alianza Verde; sin embargo, dicha curul sería posteriormente adjudicada al partido Colombia Justa Libres, tras una demanda de esta colectividad, donde recuperó más de los 40 000 votos necesarios para pasar el umbral. 
Más adelante, en el año 2020, volvería al Senado, después de la pérdida de investidura del senador Antanas Mockus, al ser el siguiente en la lista del partido Alianza Verde. Para las elecciones de 2022 se lanzó a la Cámara de Representantes, pero tras obtener 9 083 votos, no resultó elegido. 

### Logros en el Senado
En el Congreso, ha sido ponente de la Ley 1269 de 2008, “Por la cual se reforma el artículo 203 de la Ley 115 de 1994, en lo relativo a cuotas adicionales” o de “Útiles inútiles”; defensor del aumento real del 8% por encima de la inflación en el 2009 y 2010 para los docentes vinculados al Decreto Ley 1278 de 2002; y autor, con otros parlamentarios, del Acto Legislativo N.º 001 de 2008, que vincula a 120 mil empleados provisionales a la carrera administrativa, que están al servicio de las instituciones educativas nombrados a 23 de septiembre de 2004; del Proyecto de Ley 131 de 2008 que determina la liquidación de los intereses anuales de las cesantías de los docentes nacionales y vinculados a partir del 1 de enero de 1990, y autor y ponente del Proyecto de Ley 253 de 2008 Senado, que permite a los docentes antiguos, vinculados al Decreto 1278, mantener su salario conforme al viejo escalafón docente.

### Iniciativas
El legado legislativo de Jorge Eliécer Guevara se identificó por su participación en las siguientes iniciativas desde el congreso:

- Declarar el 18 de agosto como Día Nacional de lucha contra la corrupción; fecha en la que se conmemora la ejemplar defensa que por los intereses del país realizó el doctor Luis Carlos Galán Sarmiento (Aprobado).[7]
- Crear los Juegos Deportivos y Culturales del Magisterio Colombiano, para generar un espacio importante de intercambio cultural, étnico y socializador (Aprobado).[8]
- Afianzar en la práctica el principio de igualdad entre los educadores y a desarrollar el principio jurídico según el cual a trabajo igual debe corresponder salario y prestaciones iguales (Objetado por el Presidente de la República).[9]
- Crea el Consejo Superior de Política Criminal y Penitenciaria (Archivado).[10]
- Declara Patrimonio Cultural de la Nación, la obra musical del maestro Leandro Díaz, y dispone la elaboración de una escultura y un documental sobre su vida (Aprobado).[11]
- Financiamiento de la Biblioteca Central, su dotación con computadores e Internet, la construcción del museo histórico científico y cultural y la adecuación de otras instalaciones (Aprobado).[12]
- Establecer cambios en los requisitos para inscripción y ascenso en el escalafón docente (Aprobado).[13]
- Expedir el ordenamiento jurídico que permita adoptar el régimen ético-disciplinario aplicable a los miembros del Congreso de la República, por el comportamiento indecoroso, irregular o inmoral (Aprobado).[14]
- Declarar patrimonio histórico y cultural de la Nación, la Ceremonia de Celebración de la Eucaristía y Procesión del Santo Eccehomo, en el municipio de Valledupar, departamento del Cesar (Aprobado).[15]
- Celebración de los setenta y cinco años de fundación de la Institución Educativa Santa María Goretti en el municipio de Mocoa, departamento del Putumayo (Aprobado).[16]

## Carrera política
Su trayectoria política se ha identificado por:

### Partidos políticos
A lo largo de su carrera ha representado los siguientes partidos:
| Partido político             | Fecha Inicio             | Fecha Fin               |
| Alianza Verde                | 26 de septiembre de 2013 | Actualidad              |
| Polo Democrático Alternativo | 20 de julio de 2006      | 19 de diciembre de 2011 |